# Szabolcs Nagy
Nagy Szabolcs (n. 23 iulie 1983, Satu Mare, România) este un deputat român, ales în 2020 din partea UDMR. 